# Under the Westway
«Under the Westway» —en español: «Debajo de la vía oeste»— es un sencillo de la banda inglesa Blur, lanzado en julio de 2012. Después de ser interpretado por Damon Albarn y Graham Coxon en Brixton Academy como parte de una actuación benéfica para War Child, surgieron especulaciones sobre el lanzamiento de «Under the Westway». El 25 de junio de 2012, se anunció en la cuenta de Twitter de Blur que la banda interpretaría la pista en vivo a través de una transmisión en vivo y se lanzaría para su descarga poco después, y Albarn dijo: «Escribí estas canciones para [el próximo programa de Hyde Park] y Estoy muy emocionado de salir y tocarlos para la gente». El sencillo fue lanzado como un lanzamiento de solo descarga el 2 de julio de 2012, acompañado por «The Puritan», y recibió un lanzamiento físico en agosto. La canción también hizo su debut en la radio en el programa de música BBC Radio 6 de Steve Lamacq el mismo día. Fue el primer sencillo de la banda desde «Fool's Day» de 2010. Se incluye una mezcla temprana de la canción en la caja de Blur 21. 
Las actuaciones de «Under the Westway» y «The Puritan» el 2 de julio son las primeras actuaciones en directo de material nuevo de toda la banda desde el 30 de enero de 1999, cuando los cuatro miembros tocaron en un concierto exclusivo del club de fanes en Finchley Arts Depot, Londres.[cita requerida] Eso fue al comienzo de la gira de 13, en la que se estrenaron todas las canciones de la barra dos de ese álbum.
«Under the Westway» debutó en el puesto 34 en la lista de sencillos del Reino Unido solo en ventas de descargas, y sigue siendo su más reciente éxito en el Top 40 del Reino Unido. Descontando lanzamientos limitados que no llegaron a las listas, «Under the Westway» fue la posición más baja de Blur desde su sencillo debut, «She's So High». El bajo posicionamiento probablemente fue ayudado por la falta de publicidad significativa y el lanzamiento del álbum correspondiente. «Under the Westway» también alcanzó el número 54 en la lista de sencillos irlandeses y el número 120 en las listas francesas.

## Trasfondo
El Westway, parte de la A40, es una carretera principal en el oeste de Londres que se eleva sobre estructuras de hormigón sobre las calles circundantes. También se hizo referencia en la letra del sencillo de Blur de 1993 «For Tomorrow», y en su sencillo de 2010 «Fool's Day».
Al escuchar la canción, el público y los críticos sugirieron influencias que iban desde «Hey Jude» de The Beatles hasta David Bowie. El bajista Alex James le dijo a la BBC que se trataba de «una balada clásica de Blur» y «una especie de quédate quieto y llora a gritos».

## Recepción
Priya Elan de NME escribió que «la influencia de la escuela de actuación/musicales de Albarn se muestra en «Under The Westway». Sin importarle las influencias musicales pan-globales o los personajes de dibujos animados sarcásticos que hacen acto de presencia, esta es una balada de piano triste. de distancia, al estilo de su héroe Ray Davies, o Rufus Wainwright». «El hombre que, a lo largo de su carrera de escritor lírico, se ha burlado del progreso tecnológico, anhela una época más simple. «Danos el día, ellos apagan las máquinas», suplica. Aun así, existe la sensación de que, aunque no es del todo un «Espíritu olímpico», Damon ha encontrado a su amante de Londres una vez más. «Hoy fue un día brillante en mi ciudad», canta con orgullo antes de mencionar que estaba «observando cometas» desde su lugar de niebla tóxica». La revisión continuó afirmando que la pista era «una de las mejores canciones que jamás hayan escrito, y sin duda una de las más tristes». Mientras que Pitchfork lo nombró en el número 99 en su lista de las «100 mejores pistas de 2012».

## Lista de canciones
Todas las canciones escritas y compuestas por Blur. 
| 7", descarga digital |                     |          |  |
| N.º                  | Título              | Duración |  |
| 1.                   | «Under the Westway» | 4:16     |  |
| 2.                   | «The Puritan»       | 3:25     |  |

| CD  |                                    |          |  |
| N.º | Título                             | Duración |  |
| 1.  | «Under the Westway»                | 4:16     |  |
| 2.  | «Under the Westway» (acústico)     | 4:04     |  |
| 3.  | «Under the Westway» (instrumental) | 4:17     |  |
| 4.  | «The Puritan»                      | 3:25     |  |
| 5.  | «The Puritan» (instrumental)       | 3:26     |  |

## Personal
- Damon Albarn - voz principal, piano
- Graham Coxon - guitarra, coros
- Alex James - bajo
- Dave Rowntree - batería
- Mike Smith - xilófono

## Listas
| Lista (2012)                                | Posición |
| ------------------------------------------- | -------- |
| Bélgica (Flandes) (Ultratip Bubbling Under) | 10       |
| Francia (SNEP)                              | 120      |
| Irlanda (IRMA)                              | 54       |
| Japón (Japan Hot 100)                       | 59       |
| México (Mexico Ingles Airplay)              | 41       |
| Reino Unido (UK Singles Chart)              | 34       |